# Gresini Racing

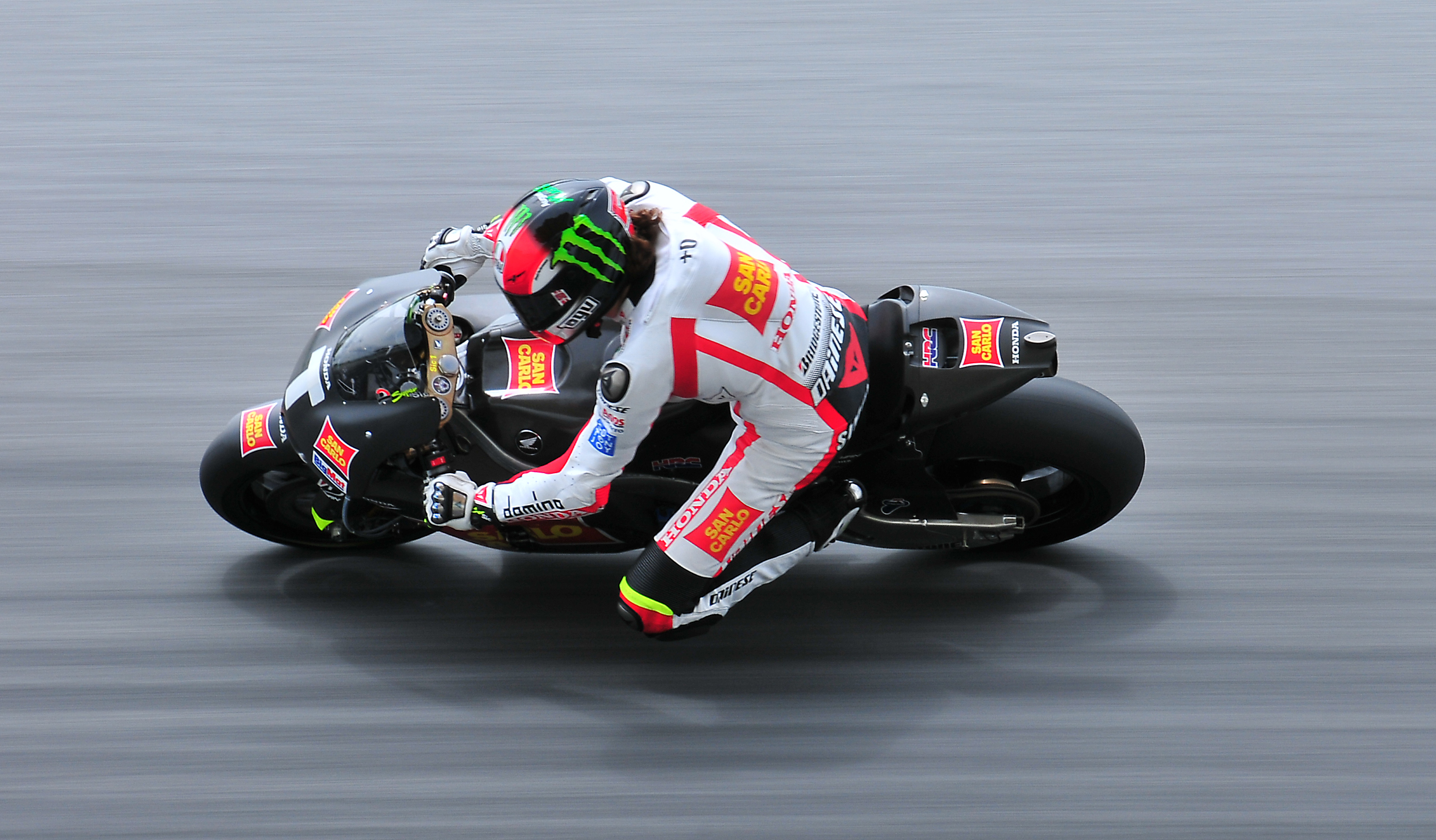
Marco Simoncelli durante os testes pré-temporada em Sepang em 2011

A Gresini Racing é uma equipa que desde 2002 corre de forma initerrupta no Moto GP.
Em 2022 a Gresini tornou-se equipa satélite da Ducati, depois de no passado já ter estado associada de igual forma à Honda e Aprilia. Participa também no campeonato de Moto2 com a designação Team Gresini Moto2 e em MotoE como Felo Gresini Team. Participa igualmente no campeonato italiano de velocidade de Moto3 (CIV Moto3).

## História
Fausto Gresini fundou a equipa em 1997 com Fabrizio Cecchini como diretor técnico. A equipa competiu na classe 500cc com o brasileiro Alex Barros e uma moto Honda NSR500V de dois cilindros. Barros ficou em nono lugar na classificação final do campeonato e conseguiu o primeiro pódio da equipa em Donington Park. No ano seguinte, a Honda decidiu fornecer a Barros e à equipa uma moto Honda NSR500 de quatro cilindros, a mesma usada pela equipa de fábrica. Barros conseguiu dois pódios e uma série de posições no top-5 conseguindo 138 pontos e o quinto lugar na classificação final.
Em 1999, a equipa desceu para a classe de 250cc com uma Honda NSR250 com apoio de fábrica e o então campeão mundial de 250cc Loris Capirossi como piloto. Na primeira corrida da temporada em Sepang, Malásia, Capirossi conquistou a primeira vitória de sempre da equipa Gresini. Durante a temporada, ele conquistou mais duas vitórias e seis outros pódios, e terminou a temporada em terceiro na classificação final com 209 pontos. 

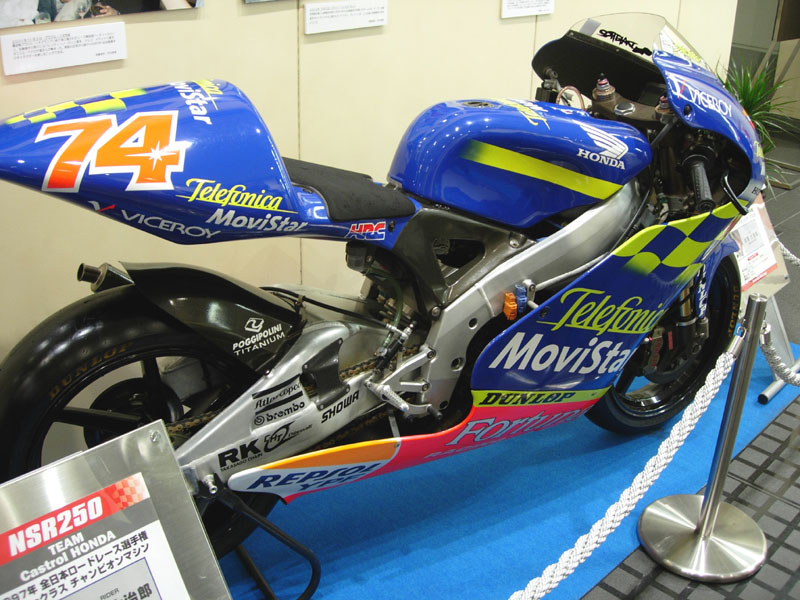
Honda NSR250 do campeão de 250cc de 2001 Daijiro Kato

Depois que Capirossi subiu para as 500cc para a temporada de 2000, a equipa contratou o jovem japonês Daijiro Kato e o francês Vincent Philippe. Kato, que já havia vencido duas corridas como wild card em 1997 e 1998, teve um impacto instantâneo com quatro pódios consecutivos no início da temporada. Ele se tornou um candidato ao título de 250cc junto com os pilotos da Yamaha Shinya Nakano e Olivier Jacque até à última corrida da temporada em Phillip Island, Austrália. No entanto, Kato terminou em terceiro na corrida e perdeu o título e o vice-campeonato para Jacque e Nakano, respectivamente. Os 259 pontos de Kato e o terceiro lugar no campeonato lhe renderam o prémio de Rookie of the Year nas 250cc.
Em 2001, a equipa foi renomeada para Telefónica Movistar Honda e o ex-campeão mundial de 125cc Emilio Alzamora foi contratado para substituir Philippe. Com Nakano e Jacque a passarem para as 500cc, Kato tornou-se o principal candidato ao título de 250cc. Kato dominou a temporada ao vencer 11 corridas durante a temporada, dando à equipa Gresini seu primeiro título mundial. Alzamora adicionou dois pódios para a equipa e terminou em sétimo na classificação final.

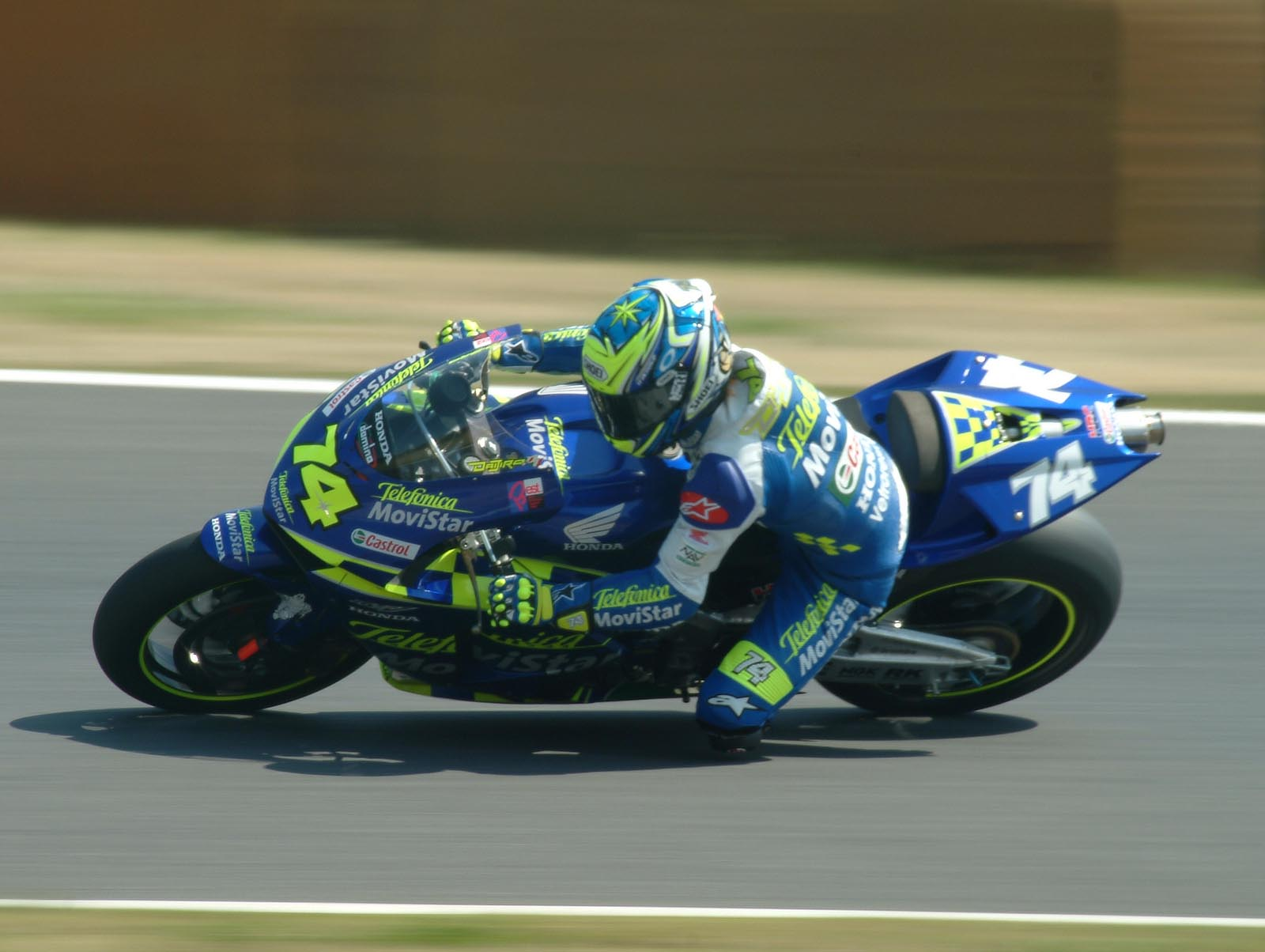
Daijiro Kato com a Telefónica Movistar Honda RC211V no Grande Prémio do Japão de 2003 antes de cair na terceira volta, vindo a falecer 2 semanas mais tarde

A equipa regressou à categoria rainha em 2002 como Fortuna Honda Gresini com Kato como único piloto. Devido às mudanças nas regras, a classe de 500cc foi renomeada MotoGP e as novas motos de quatro tempos de 990cc foram introduzidas pelas equipas de fábrica. Kato montou a velha moto Honda NSR500 de dois tempos nas primeiras nove corridas da temporada antes de receber a nova Honda RC211V antes do Grande Prémio da República Checa em Brno. No Grande Prémio da Espanha, Kato terminou em segundo lugar para seu primeiro pódio na classe de MotoGP. Ele igualou seu melhor resultado com outro segundo lugar em Brno, na sua primeira corrida com a nova moto de quatro tempos. Ele também conseguiu a primeira pole position da equipa na classe MotoGP no Grande Prémio do Pacífico em Motegi, Japão. Kato ficou em sétimo na classificação final com 117 pontos e ganhou o prémio de Rookie of the Year, enquanto a equipa ficou em oitavo na classificação de MotoGP. A equipa também competiu nas 250cc com Alzamora e o italiano Roberto Rolfo. Rolfo ficou em terceiro lugar na classificação final com sete pódios, enquanto Alzamora foi o sétimo com dois pódios.
Em 2003, a equipa expandiu seu esforço na classe MotoGP para dois pilotos e foi renomeada para Telefónica Movistar Honda. O ex-piloto da Suzuki Sete Gibernau também se juntou à equipa como seu segundo piloto. Kato permaneceu na equipa e se tornou um dos quatro pilotos oficiais da Honda, pilotando a mais recente RC211V de 2003, enquanto Gibernau recebeu a moto modificada de 2002. Na corrida de abertura em Suzuka, no Japão, Kato colidiu com a barreira de pneus. Ele sofreu ferimentos graves e entrou em coma por duas semanas antes de morrer no hospital. Uma semana após a morte de Kato, Gibernau largou da pole position e venceu o Grande Prémio da África do Sul em Welkom, que marcou a primeira vitória da equipa Gresini na classe de MotoGP. Durante a entrevista pós-corrida, Gibernau dedicou a vitória ao seu falecido companheiro de equipa. Ele permaneceu como único piloto da equipa até o então campeão japonês de Supersport Ryuichi Kiyonari se juntar à equipa a partir da quarta corrida. A equipa também promoveu Gibernau para a moto de 2003 deixada por Kato, enquanto Kiyonari recebeu a moto modificada de 2002. Gibernau venceu mais três corridas e conseguiu um total de dez pódios ao conquistar o segundo lugar no campeonato com 277 pontos. A equipa ficou em quarto lugar na classificação de equipas, com Gibernau e Kiyonari marcando 299 pontos combinados.

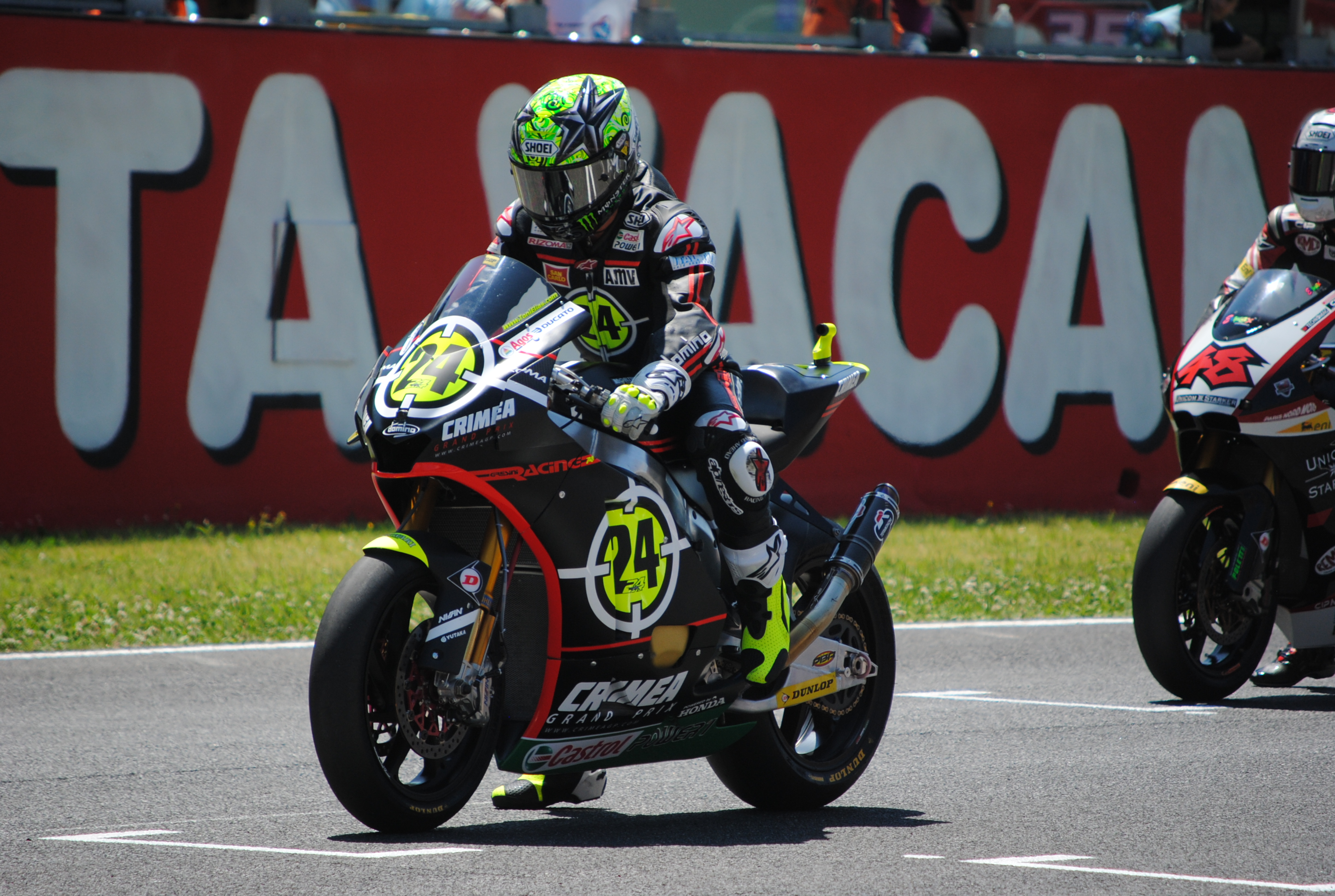
Toni Elías venceu o Campeonato do Mundo de Moto2 de 2010 com a Gresini Racing Moriwaki

Em 2004, Gibernau lutou pelo campeonato e terminou em segundo lugar. O seu companheiro de equipa, Colin Edwards, terminou em quinto. Gibernau permaneceu na equipa em 2005 e foi acompanhado por Marco Melandri. Melandri ganhou duas corridas. Em 2006, a equipa alinhou Melandri e Toni Elías, com Elías trazendo o patrocínio da Fortuna de volta à equipa, e a equipa conseguiu quatro vitórias, três para Melandri e uma para Elías. Ambos os pilotos permaneceram com a equipa em 2007, embora perdendo o patrocínio da Fortuna devido ao Regulamento Europeu do Tabaco. A equipa também mudou de fornecedor de pneus para a Bridgestone. A nova Honda RC212V de 800cc não conseguiu os resultados esperados e a equipa terminou a temporada com 2 pódios. Para 2008, Alex de Angelis e Shinya Nakano juntaram-se à equipa, com um novo patrocinador – San Carlo. Para 2009, Elías voltou à equipa, substituindo Nakano, que se transferiu para o Campeonato Mundial de Superbike.

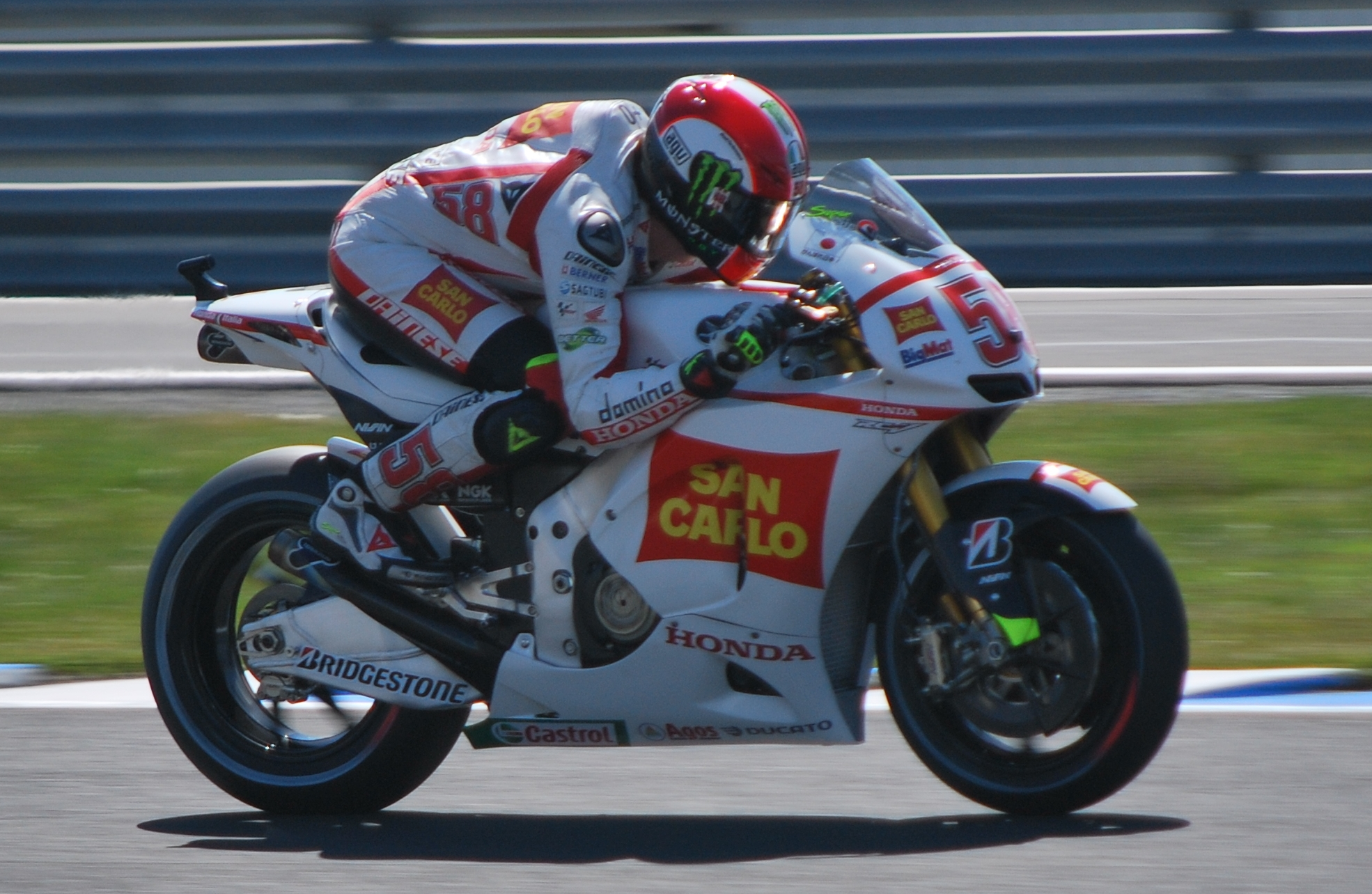
Marco Simoncelli no Grande Prémio da Austrália de 2011, uma semana antes de falecer no Grande Prémio da Malásia

Em 2010, Marco Melandri voltou a juntar-se à equipa depois de um período turbulento a rodar pela Ducati e Kawasaki, com o campeão de 250cc de 2008 Marco Simoncelli anunciado como seu novo companheiro de equipa. A equipa Gresini venceu a edição inaugural do reabaptizado campeonato Moto2 com o piloto Toni Elías a bordo de um chassis Moriwaki com motor Honda. Na classe de MotoGP, Simoncelli terminou em oitavo da geral enquanto Melandri terminou a temporada em décimo.
Em 2011, Simoncelli foi promovido a uma Honda de fábrica como parte da equipa Gresini, enquanto Hiroshi Aoyama rodou com uma Honda satélite para a equipa. Simoncelli foi competitivo no topo do pelotão, mas várias quedas mantiveram a sua pontuação baixa. Em outubro de 2011, foi anunciado que Simoncelli permaneceria com a equipa para a temporada de 2012, no entanto, Aoyama anunciou uma mudança para a Castrol Honda no Campeonato Mundial de Superbike. Em 23 de outubro de 2011, Simoncelli morreu após um acidente de corrida no Grande Prêmio da Malásia.
Em 2015, a Gresini encerrou a parceria de longa data com a Honda na categoria rainha. A Aprilia regressou ao paddock de MotoGP com um apoio de fábrica com as operações de pista a serem geridas pela Gresini. No entanto, no mesmo ano, a Gresini começou a usar máquinas Honda no seu programa de Moto3, substituindo a KTM.
Em 2018, a Gresini conseguiu um 1-2 no campeonato na classe Moto3 com os pilotos Jorge Martín e Fabio Di Giannantonio.
Em 2019, a Gresini recebeu duas vagas na recém-criada classe MotoE, como todas as outras equipas satélite na classe MotoGP (apesar de ser a única entrada da Aprilia, a Gresini não era uma equipa oficial de fábrica). Com duas vitórias e apenas terminando entre os 5 primeiros da temporada, o piloto Matteo Ferrari conquistou a primeira Taça de MotoE.
Em 23 de fevereiro de 2021, Fausto Gresini faleceu após uma batalha de dois meses contra a COVID-19. A equipa continuou com a esposa de Gresini, Nadia Padovani, assumindo como proprietária e diretora da equipa. Aleix Espargaró conquistou seu primeiro pódio na MotoGP durante o Grande Prémio da Inglaterra de 2021, marcando o primeiro pódio da era da MotoGP para a Aprilia e o primeiro pódio da Gresini Racing desde o Grande Prémio da França de 2014 com Álvaro Bautista.
Para 2022, a Aprilia voltou a entrar no esporte com sua própria equipe de fábrica, levando os pilotos Maverick Viñales e Espargaró. A Gresini Racing decidiu voltar ao status de equipa totalmente independente com máquinas Ducati, colocando em campo pilotos italianos e ex-companheiros de equipe da Gresini Moto3 Enea Bastianini e Di Giannantonio. Gresini também deixou a classe de Moto3 para se concentrar em seus esforços de MotoGP e Moto2, depois de uma década na classe.